# كاناي أوكي (لاعبة هوكي الجليد)
كاناي أوكي (باليابانية: 青木香奈枝؛ بالكانا: あおき かなえ) هي لاعبة هوكي الجليد يابانية، ولدت في 20 فبراير 1985 في هوكايدو في اليابان.

## وصلات خارجية
- كاناي أوكي على موقع EliteProspects.com (الإنجليزية)
- كاناي أوكي على موقع Eurohockey.com (الإنجليزية)
- كاناي أوكي على موقع HockeyDB.com (الإنجليزية)
- كاناي أوكي على موقع أوليمبيديا (الإنجليزية)